# 吉潭镇
吉潭镇，是中华人民共和国江西省赣州市寻乌县下辖的一个乡镇级行政单位。

## 行政区划
吉潭镇下辖以下地区：
吉潭村、上车村、滋溪村、榜溪村、黎坑村、兰贝村、古丰村、圳下村、小田村、团船村、大坜村、林田坝村、剑溪村、汉地村、篁竹湖村和赖地村。